# Шабалин, Николай Дмитриевич
Никола́й Дми́триевич Шабали́н (21 ноября 1906, Алдиярово, Уржумский уезд, Вятская губерния, Российская империя — 21 января 1998, Красногорский, Звениговский район, Марий Эл, Россия) — марийский советский партийный деятель. Член ВКП(б) с 1930 года, первый секретарь Пектубаевского (1939—1941), Оршанского (1946—1951) и Моркинского (1952—1958) районных комитетов ВКП(б) / КПСС Марийской АССР. Участник Великой Отечественной войны.

## Биография
Родился 21 ноября 1906 года в дер. Алдиярово ныне Сернурского района Марий Эл в бедной крестьянской семье.
В октябре 1928 года призван в РККА, находился на военной службе.
В 1930 году вступил в ВКП(б). С 1934 года находился на партийной работе в Сернурском районе Марийской АССР: инструктор райкома ВКП(б), с 1936 года — заместитель директора Казанской МТС по политчасти, в 1937—1938 годах — 3-й секретарь райкома партии, в 1939—1941 годах — 1-й секретарь Пектубаевского райкома ВКП(б) Марийской АССР.
В 1941 году вновь призван в Красную Армию. Участник Великой Отечественной войны: комиссар, старший политрук миномётного и сапёрного батальонов, секретарь парткомиссии стрелковой дивизии на Ленинградском фронте, майор. Участвовал в освобождении Прибалтики, Польши, Чехословакии. Демобилизовался в августе 1946 года. Награждён орденами Отечественной войны I и II степени, Красной Звезды, медалями, в том числе «За отвагу» и «За боевые заслуги».
После войны, в 1946—1951 годах, был 1-м секретарём Оршанского, в 1952—1958 годах — Моркинского райкомов КПСС Марийской АССР. В 1958 году снят с должности за отправление религиозных обрядов при похоронах председателя Моркинского райисполкома А. К. Конокпаева.
В 1951—1959 годах, на протяжении двух созывов, избирался депутатом Верховного Совета Марийской АССР.
Его многолетняя политическая и депутатская деятельность отмечена орденами Трудового Красного Знамени, медалями, а также почётными грамотами Президиума Верховного Совета Марийской АССР (дважды).
Ушёл из жизни 21 января 1998 года в п. Красногорский Звениговского района Марий Эл.

## Награды
- Орден Трудового Красного Знамени (1951)[2]
- Орден Отечественной войны I степени (1945)[2]
- Орден Отечественной войны II степени (06.04.1985)[2][5]
- Орден Красной Звезды (30.04.1944)[2]
- Медаль «За отвагу» (11.06.1942)[2]
- Медаль «За боевые заслуги» (06.05.1946)
- Медаль «За победу над Германией в Великой Отечественной войне 1941—1945 гг.» (09.05.1945)
- Медаль «За доблестный труд. В ознаменование 100-летия со дня рождения Владимира Ильича Ленина» (1970)
- Медаль «Ветеран труда»
- Почётная грамота Президиума Верховного Совета Марийской АССР (1956, 1957)[2]